# Nikola Rađen
Nikola Rađen (serbisch-kyrillisch Никола Рађен; * 29. Januar 1985 in Sombor) ist ein serbischer Wasserballspieler. Er wurde als Nationalspieler unter anderem einmal Weltmeister und zweimal Europameister und nahm 2008 und 2012 an den Olympischen Spielen teil. 2015 wurde er wegen Kokainmissbrauchs für vier Jahre gesperrt.

## Sportkarriere
Rađen gewann mit Serbien fünfmal die Weltliga: 2008 in Genua, 2010 Niš, 2011 Florenz, 2013 Tscheljabinsk und 2014 in Dubai. Hinzu kam bei der gleichen Veranstaltung 2009 in Podgorica der dritte Rang.
Die Wasserball-Europameisterschaft beendete er mit Serbien 2010 als Dritter, 2008 in Málaga als Zweiter und 2012 in Eindhoven sowie 2014 in Belgrad als Goldmedaillengewinner.
Die Vizeweltmeisterschaft ergab sich 2011 in Shanghai, nachdem die Serben mit Rađen 2009 in Rom den Titel gewannen. Bei den beiden Olympiateilnahmen 2008 und 2012 sprang beide Male Bronze heraus, in Peking hinter Ungarn und den USA und in London hinter Kroatien und Italien.
Zu erwähnen sind auch noch die Goldmedaille bei den Mittelmeerspielen 2009 in Pescara sowie diejenige bei der Sommer-Universiade 2005 in İzmir.
Im Frühjahr 2015 erfuhr Rađens Karriere eine abrupte Unterbrechung, wenn nicht ihr Ende: Ihm wurde im Anschluss an das Weltliga-Spiel zwischen Serbien und Spanien am 15. Februar der Gebrauch von Kokain nachgewiesen. Am 18. Mai erfolgte eine Vierjahressperre durch die Fina. Nationalmannschaftskollege und -kapitän Živko Gocić äußerte sich in einem Interview dahingehend, dass er persönlich Drogenmissbrauch verurteile, aber dennoch auf eine Reduzierung der Strafe hoffe.

## Privatleben
Rađen heiratete Anfang 2015 in Griechenland, wo er bis zu seiner Suspendierung bei Olympiakos Piräus engagiert war, die serbische Popsängerin Ana Kokić.